# Marosán Csaba
Marosán Csaba (Zilah, 1990. május 15. –) romániai magyar színész.

## Életpálya
A zilahi Wesselényi-kollégiumban érettségizett. Egyetemi tanulmányait 2009 és 2012 között végezte a Babeș–Bolyai Tudományegyetem Színház és Televízió Karán színész szakon.
2012 óta a Kolozsvári Állami Magyar Színház társulatának  tagja.
Számos egyéni műsorral, szavalóesttel járja az országot.
2015-ben a Román Közszolgálati Televízió kolozsvári magyar szerkesztősége által szervezett Versversenyen André Ferenc Babadal című versét előadva első díjat kapott.

## Filmszerepek

### Nagyjátékfilmek
- Orosz katona – Polcz Alaine: Ideje az öregségnek, rendező: Novák Emil
- Boldizsár – Balla Zsófia: Rózsa és Ibolya, rendező: Marius Tabacu
- Elk*rtuk (2021)

### Rövidfilmek
- Selyemfiú – Zeneszerző, rendező: Láng Orsolya
- Román – Magyarnak lenni jó, rendező: Márkus András
- Péter – A skizofrén, rendezte: Berciu Levente

## Színpadi szerepei

### 2019/2020
- Stüsszi, fiatalabb fia – Bertolt Brecht − Paul Dessau: Kurázsi mama és gyermekei, rendező: Armin Petraș
- Fegyka – Hegedűs a háztetőn, rendező: Béres László

### 2018/2019
- Ernesto Anaya: Las Meninas, rendező: Andrei Măjeri
- Lancelot Gobbo – William Shakespeare: A velencei kalmár, rendező: Tompa Gábor

### 2017/2018
Bogdan - Illegitim, rendező: Adrian Sitaru

### 2016/2017
- Orvos/Fiatalember – Tennessee Williams: A vágy villamosa, rendező: Tom Dugdale
- Homemade, rendező: Vargyas Márta